# Musculus rectus medialis bulbi
De musculus rectus medialis bulbi of mediale rechte oogspier  is een van de vier rechte oogspieren.
De musculus rectus medialis zorgt voor een zuivere adductie van de oogbol. Dit houdt voor het rechteroog kijken naar links in, voor het linkeroog kijken naar rechts.

## Rechte oogspieren
- Musculus rectus superior bulbi
- Musculus rectus inferior bulbi
- Musculus rectus medialis bulbi
- Musculus rectus lateralis bulbi